# 庾詵
庾詵（455年—532年），字彥寶，新野人，南北朝南梁士人。
庾詵年幼聰明好學，不同書籍也曾看過，讖緯、書射都很靈巧，冠絕一時，但他的個性簡單，喜歡泉林，十畝的住宅中有一半以上是山池。他生活儉樸，不經營產業，曾搭乘船隻從田舍回來，帶著米一百五十石，有人托他運送三十石，到家時，托運的人竟然說：「你三十斛，我一百五十石。」他默然不語，讓那人恣意拿取。鄰居被別人誣陷為盜賊，治最後要用錢贖回；庾詵同情他，用書本抵押二萬錢，命令門生裝作鄰居親友贖走，鄰居被釋放後感謝庾詵，他說：「我同情天下無辜的人，不期望感謝。」如此善行不勝其數。梁武帝年少就和他友好，很是推崇重視。到武帝起義，讓庾詵署任平西府記室參軍，他不願意赴任。他生平很少交友，河東柳惲想結交他，他疏遠不接受；之後湘東王蕭寶晊到達荊州，任命庾詵為鎮西府記室參軍，他也不就任。普通年間，朝廷下詔任命他為黃門侍郎，他就稱病不赴任。
晚年的庾詵信奉佛教，再家中建立道場，每天誦讀《法華經》。夜晚突然看到一名道人，自稱願公，容貌奇怪，稱呼他「上行先生」，授香離開。中大通四年（532年），他瞌睡時忽然驚醒說：「願公再來，不可長住。」面色不變，說完就逝世，虛歲七十八，房間聽到空中有人唱「上行先生，已生彌陁淨域矣！」。梁武帝知道後，給與諡號貞節處士，他著有《帝曆》二十卷、《易林》二十卷、續伍端休《江陵記》一卷、《晉朝雜事》五卷、《總抄》八十卷，流傳後世。

## 引用
1. 1 2  《梁書·卷五十一·列傳第四十五》：庾詵字彥寶，新野人也。幼聰警篤學，經史百家無不該綜，緯候書射，棊釐機巧，並一時之絕。而性託夷簡，特愛林泉。十畝之宅，山池居半。蔬食弊衣，不治產業。嘗乘舟從田舍還，載米一百五十石，有人寄載三十石。旣至宅，寄載者曰：「君三十斛，我百五十石。」詵默然不言，恣其取足。鄰人有被誣爲盜者，被治劾，妄款，詵矜之，乃以書質錢二萬，令門生詐爲其親，代之酬備。鄰人獲免，謝詵，詵曰：「吾矜天下無辜，豈期謝也。」其行多如此類。
2. 1 2  《南史·卷七十六·列傳第六十六》：庾詵字彥寶，新野人也。幼聰警篤學，經史百家，無不該綜。緯候書射，棋算機巧，並一時之絕。而性托夷簡，特愛林泉，十畝之宅，山池居半。蔬食弊衣，不修產業。遇火，止出書數簣坐于池上，有為火來者，答云：「唯恐損竹」。乘舟從沮中山舍還，載米一百五十石。有人寄載三十石，及至宅，寄載者曰：「君三十斛，我百五十斛。」詵默然不言，恣其取足。鄰人有被誣為盜，見劾妄款。詵矜之，乃以書質錢二萬，令門生詐為其親，代之酬備。鄰人獲免謝詵，詵曰：「吾矜天下無辜，豈期謝也。」
3. ↑  《梁書·卷五十一·列傳第四十五》：高祖少與詵善，雅推重之。及起義，署爲平西府記室參軍，詵不屈。平生少所遊狎，河東柳惲欲與之交，詵距而不納。後湘東王臨荊州，板爲鎮西府記室參軍，不就。普通中，詔曰：「明敭振滯，爲政所先；旌賢求士，夢佇斯急。新野庾詵，止足棲退，自事卻掃，經史文藝，多所貫習；潁川庾承先，學通黃、老，該涉釋教；並不競不營，安茲枯槁，可以鎮躁敦俗。詵可黃門侍郎，承先可中書侍郎。勒州縣時加敦遣，庶能屈志，方冀鹽梅。」詵稱疾不赴。
4. ↑  《南史·卷七十六·列傳第六十六》：梁武帝少與詵善，及起兵，署為平西府記室參軍，詵不屈。平生少所遊狎，河東柳惲欲與交，拒而弗納。普通中，詔以為黃門侍郎，稱疾不起。
5. ↑  《梁書·卷五十一·列傳第四十五》：晚年以後，尤遵釋教。宅內立道場，環繞禮懺，六時不輟。誦《法華經》，每日一遍。後夜中忽見一道人，自稱願公，容止甚異，呼詵爲上行先生，授香而去。中大通四年，因晝寢，忽驚覺曰：「願公復來，不可久住。」顏色不變，言終而卒，時年七十八。舉室咸聞空中唱「上行先生已生彌陁淨域矣」。高祖聞而下詔曰：「旌善表行，前王所敦。新野庾詵，荊山珠玉，江陵杞梓，靜侯南度，固有名德，獨貞苦節，孤芳素履。奄隨運往，惻愴於懷。宜諡貞節處士，以顯高烈。」詵所撰《帝曆》二十卷、《易林》二十卷、續伍端休《江陵記》一卷、《晉朝雜事》五卷、《總抄》八十卷，行於世。
6. ↑  《南史·卷七十六·列傳第六十六》：晚年尤遵釋教，宅內立道場，環繞禮懺，六時不輟。誦法華經，每日一遍。後夜中忽見一道人自稱願公，容止甚異，呼詵為上行先生，授香而去。中大通四年，因寢忽驚覺，曰：「願公復來，不可久住。」顏色不變，言終而亡，年七十八。舉室咸聞空中唱「上行先生已生彌陀淨域矣」。武帝聞而下詔，諡貞節處士，以顯高烈。詵所撰帝曆二十卷，易林二十卷，續伍端休江陵記一卷，晉朝雜事五卷，總抄八十卷，行於世。

## 延伸阅读
[在维基数据编辑]
 《梁書·卷51》，出自姚思廉《梁書》